# Ígor Anatólievitx Kiríl·lov
Ígor Anatólievitx Kiríl·lov (rus: Игорь Анатольевич Кириллов; Kostromà, 13 de juliol de 1970 — Moscou, 17 de desembre de 2024) fou un militar rus, comandant de les forces de protecció de l'exèrcit rus. Aquesta divisió era responsable de garantir la seguretat de les tropes russes en situacions d'exposició a armes nuclears, biològiques o químiques (NBC).
Kiríl·lov va tenir una presència notable en els mitjans estatals russos, amb declaracions polèmiques com l’acusació que els Estats Units planejava utilitzar drons per propagar mosquits nocius per a la salut, i que operava laboratoris biològics secrets a Ucraïna, on presumptament es desenvolupaven virus per infectar soldats russos. Va estar a les llistes de sancions d'Ucraïna, Gran Bretanya i Canadà des del 2023.
El 2024 va ser assassinat en un atemptat amb bomba davant del seu domicili a Moscou.

## Carrera militar
Kiríl·lov es va incorporar a l’exèrcit soviètic el 1987. Es va graduar el 1991 a l’Escola Superior de Comandament Militar de Protecció  NBC de Kostromà i, entre 1991 i 1994, va servir com a cap de secció al Grup de les Forces Armades Soviètiques a Alemanya. De tornada a Rússia, va completar la seva formació a l’Acadèmia Militar per a la Protecció NBC el 2007 i, posteriorment, va escalar posicions en l’exèrcit, exercint des de comandant de companyia fins a comandant d’una brigada especialitzada en protecció NBC.
El setembre de 2014, amb el rang de coronel, va ser nomenat director de l’Escola Superior de Comandament Militar de Kostroma per a la Protecció NBC. Tres anys després, el 2017, va assumir el comandament de les Forces de Defensa NBC de les Forces Armades russes, ja com a general de comandament. Durant la pandèmia de COVID-19, va tenir un paper actiu en la resposta russa. El 26 d’agost de 2021, el ministre de Defensa, Serguei Xoigú, li va concedir l’Ordre d’Heroi del Treball de la Federació Russa.
El govern d'Ucraïna va acusar Kirillov de ser responsable de l'ús d'armes químiques prohibides durant l'invasió russa d'Ucraïna del 2022. Segons les autoritats ucraïneses, les forces russes, sota les ordres de Kirillov, haurien utilitzat agents químics com la cloropicrina i gasos lacrimògens CS, substàncies prohibides per la Convenció sobre Armes Químiques. L'any 2024, el Regne Unit va imposar sancions contra Kirillov per la seva implicació en l'ús d'armes químiques. Els Estats Units també van sancionar el departament dirigit per Kirillov pel presumpte ús de cloropicrina com a arma de guerra.
Segons The Kyiv Independent, Kiríl·lov va ser acusat in absentia pels fiscals ucraïnesos en relació amb més de 4.800 casos d’ús d’armes químiques prohibides. A més, se l’acusava de ser un portaveu clau de la desinformació del Kremlin.

## Atemptat i mort
El 17 de desembre de 2024, Kiríl·lov va morir en un atemptat amb bomba a prop del seu domicili a Moscou. Segons les autoritats russes, l'explosiu havia estat col·locat en un patinet elèctric i activat remotament quan el militar i el seu ajudant sortien de l'edifici. Les autoritats russes van detenir un ciutadà d'origen uzbek, acusat d'haver estat reclutat pels Servei de Seguretat d'Ucraïna (SBU) per executar l'atac. Segons es va difondre, el sospitós hauria rebut una recompensa econòmica (100.000 dòlars) i l'oferta de refugi en un país europeu. L'SBU ucraïnès va reivindicar l'atac, qualificant-lo de reacció legítima contra un criminal de guerra. El Kremlin va condemnar l'assassinat, qualificant-lo de mètode terrorista utilitzat per Ucraïna. Dmitri Medvédev, membre del Consell de Seguretat de Rússia, va prometre represàlies contra el lideratge polític i militar ucraïnès.